# Préexistence
 (janvier 2018).
- Si vous ne connaissez pas le sujet, laissez ce bandeau (vous pouvez alors contacter les auteurs).
- Si vous supprimez le contenu mis en cause (vous pouvez préalablement contacter les auteurs),

argumentez précisément cette suppression dans la page de discussion
(un manque de référence n'est pas un argument ; une recherche réelle de référence doit avoir été effectuée, être formellement documentée).
La préexistence est la croyance en une forme d'âme antérieurement à toute incarnation humaine, donc avant même la conception de tout humain. 
À l'inverse le traducianisme et le créationnisme soutiennent que l'âme se forme lors de la conception ou à la naissance.

## Philosophie grecque
Platon, favorable à la réincarnation, affirme la préexistence et sa théorie de la réminiscence et sa foi en l'immortalité. Phédon 72e-73a : « Pour nous, l'acquisition d'un savoir se trouve n'être rien d'autre qu'une réminiscence. D'après cette formule, il est nécessaire, je pense, que, dans un temps antérieur, nous ayons appris ce dont nous nous ressouvenons à présent. Ce qui serait impossible si notre âme n'existait pas en quelque façon avant d'être entrée dans cette forme humaine. De sorte que, par cette voie aussi, l'âme semble être quelque chose d'immortel. »  

## Religion juive
Des courants juifs admettent la préexistence. Les Esseniens ne la défendent pas. 

## Religion chrétienne
Le christianisme est généralement hostile à l'idée de préexistence. Grégoire de Nysse s'élève « contre ceux qui tiennent la préexistence des âmes par rapport aux corps ou à l'inverse la formation du corps avant les âmes » et il avance une « réfutation de ces fictions qui concernent le passage des âmes d'un corps dans un autre » (La création de l'homme, chap. XXVIII).

## Gnose
Les gnostiques soutiennent la préexistence.

## Hindouisme
La religion indienne affirme l'existence du Soi, l'âtman, éternel. Bhagavad-Gita (II, 12) : « Jamais ne fut le temps où nous n'existions pas, moi, toi et tous ces chefs de peuples. Jamais ne viendra celui où nous ne serons pas »

## Manichéisme
Mani, modifiant un verset de saint Jean (16:8-11), fait une allusion à sa propre préexistence : il soutient que le Paraclet vivant est descendu sur lui afin de lui révéler le mystère.

## Aborigènes australiens
"Les  Aborigènes  du  désert  et  du  Kimberley  conçoivent  les  nouveau-nés  comme  les  incarnations d’esprits préexistants appelés « esprits  enfants »  ou marlinbany en kija. Lorsqu’une femme passe à proximité d’un endroit où réside un tel esprit, celui-ci peut choisir d’entrer dans le corps de la mère pour s’incarner dans le futur enfant à naître. Ce lieu qui peut être un trou d’eau, un arbre creux, une faille  ou  une  grotte,  devient  alors  le  site  de  conception  du  futur  enfant, un endroit  hautement signifiant dans le parcours initiatique de l’individu. Chaque  esprit  enfant  est  associé  à  un  principe animal, végétal, élémentaire, psychologique qui déterminera une partie de l’affiliation et deviendra le totem (ou Rêve) de l’individu pendant toute sa vie" (A. Morvan, Révélation des morts et création rituelle dans le nord-ouest australien, 2013). 

## Lapsychanalysejungienne

### L'inconscient collectif
Carl Gustav Jung définit ainsi les archétypes : « des systèmes hérités », « des modèles instinctifs qui sont congénitaux et préexistants ». « L'Inconscient collectif représente une instance qui préexiste à l'Inconscient personnel, au Conscient et au Moi. C'est une instance transpersonnelle et individuante tout à la fois. L'Inconscient collectif contient les traces du passé originel et transgénérationnel, ainsi que les archétypes (énergie rayonnante et modèles idéaux). C'est la mémoire de l'humanité acquise et engrammée sous forme de symboles universels. »

### Lapsychogénéalogie
Certains psychanalystes postulent, dans le cadre de la psychanalyse transgénérationnelle, que le « sujet préexiste à l'incarnation ». Divers troubles psychologiques remontent à des incidents survenus aux parents, grands-parents qui laissent inconsciemment des traces dans le psychisme des descendants. « L'être humain naît dans une famille qui lui transmet un héritage conscient et inconscient comprenant des missions, des loyautés familiales visibles ou invisibles, des loyautés de clan, culturelles, religieuses, nationales. Tout individu est imprégné, qu'il le veuille ou non, qu'il le sache ou non, de ces liens et habitus de loyautés familiales, des traumas et traumatismes, des deuils non faits de sa famille, etc. »

### Textes
- Platon, Phédon, trad., Garnier-Flammarion.
- Origène, Des principes, I.7.4, I.8.4, III.6.3, trad., Cerf.

### Études
- Marguerite Harl, "La préexistence des âmes dans l'œuvre d'Origène", in Origeniana Quarta (1985), 1987.
- Lodi Nauta, "The Preexistence of the Soul in Medieval Thought", Recherches de théologie ancienne et médiévale, 63 (1996), p. 93-116.